# Tomasz Szczepański
Tomasz Szczepański, ps. Barnim Regalica (ur. 11 grudnia 1964 w Szczecinie) – polski historyk, pisarz, publicysta, działacz społeczny, założyciel i przewodniczący Stowarzyszenia na rzecz Tradycji i Kultury „Niklot”, pracownik Muzeum Katyńskiego. Jeden z liderów polskiego ruchu nacjonalistycznego.

## Życiorys
Absolwent historii na Uniwersytecie Warszawskim (1990). W 2007 uzyskał stopień doktora nauk humanistycznych w zakresie historii na Uniwersytecie Białostockim.
Działalność polityczną rozpoczął na lewicowej opozycji u schyłku PRL jako członek redakcji pisma „Front Robotniczy” (1984–1986) i organizacji Porozumienie Opozycji Robotniczej (1985–1986), utrzymującej kontakty z trockistowską IV Międzynarodówką. Jako działacz POR był obok Stefana Piekarczyka i Roberta Dymkowskiego autorem programu „Projekt Platformy Porozumienia Opozycji Robotniczej” (1985), który zawierał postulat niezależności Polski od ZSRR. Był członkiem założycielem odrodzonej w 1987 Polskiej Partii Socjalistycznej, w której pozostał do 1990. Od 1987 do 1989 był także członkiem redakcji podziemnego pisma „Międzymorze”. Współzałożyciel i działacz Towarzystwa Pomost. W 1988 kilkukrotnie zatrzymywany i przesłuchiwany oraz dwukrotnie skazany na karę grzywny przez kolegium do spraw wykroczeń. Pod koniec lat 80. XX wieku zaczął interesować się ruchem Zadruga.
W okresie 1989–1990 działacz bródnowskiego Komitetu Obywatelskiego „Solidarność”. Od 1991 działacz Konfederacji Polski Niepodległej, od 1992 roku pracownik jej Biura Poselskiego, a od 1996 roku także członek Rady Politycznej; w 1997 opuścił KPN. W latach 1991–1992 pełnił funkcję referenta w Ministerstwie Kultury i Sztuki, w okresie 1994–1997 był członkiem Zarządu Komitetu Polska–Czeczenia, w latach 1994–1998 radnym Rady m.st. Warszawy dla dzielnicy Targówek oraz przewodniczącym Komisji Zdrowia i Opieki Społecznej. W 1998 członek Ruchu Odbudowy Polski, a w latach 2001–2003 Ligi Polskich Rodzin . W kampanii do wyborów prezydenckich w październiku 2000 był z ramienia partii Front Polski Marka Toczka członkiem komitetu gen. Tadeusza Wileckiego, kandydata wystawionego przez Stronnictwo Narodowo-Demokratyczne i środowisko Macieja i Romana Giertychów. W okresie przedwyborczym, we wrześniu 2000, był przesłuchiwany przez Urząd Ochrony Państwa w związku z procesem wydawcy neonazistowskiego pisma „Zryw. Rewolucyjny Głos Narodowych Socjalistów”. W latach 1997–2008 pracował jako nauczyciel historii, w tym czasie był kilkukrotnie pozbawiany pracy z powodu swoich nacjonalistycznych poglądów; od 2009 pracownik Muzeum Wojska Polskiego w Warszawie . W 2010 ponownie kandydował do Rady m.st. Warszawy w okręgu nr 7, z listy Komitetu Wyborczego Wyborców Romualda Szeremietiewa.
Szczepański należy do neopogańskiego związku wyznaniowego Rodzima Wiara, utworzonego w 1995 i kierowanego nieprzerwanie przez Stanisława Potrzebowskiego. Jest redaktorem naczelnym ukazującego się od jesieni 1997 kwartalnika metapolitycznego „Trygław”, przy którym założył w 1998 przy współudziale zadrużanina Andrzeja Wylotka Stowarzyszenie na rzecz Tradycji i Kultury „Niklot” dla realizacji założeń Rodzimej Wiary na płaszczyźnie metapolitycznej. Szczecińskie struktury Niklota współtworzyli wywodzący się z Rodzimej Wiary i skupieni od połowy lat 90. wokół neonazistowskiego zina „Odala” Mateusz Piskorski (członek Niklota do 2003), Igor D. Górewicz i Marcin Martynowski. Szczepański i Piskorski trafili z grupą członków Niklota wykonujących pozdrowienie hitlerowskie na okładkę magazynu „Wprost” w 2000.

## Twórczość
Autor licznych publikacji naukowych i prasowych – publikował w takich tytułach, jak „Magazyn Literacki »Książki«”, „Tygodnik Solidarność”, „Gazeta Polska”, „Najwyższy Czas!”, „Glaukopis”, „Białoruskie Zeszyty Historyczne”, „Myśl Polska”, „Fronda (czasopismo)”; wydawca niszowych pism (m.in. „Warszawianka”, „Trygław”).
W 1998 ogłosił pod pseudonimem Barnim Regalica dwa opowiadania na łamach „Nowej Fantastyki”, przedrukowane następnie wraz z pięcioma innymi w tomie Bunt (1999), reklamowanym jako „zbiór opowiadań w klimatach hate-fiction” i „książka nie tylko dla faszystów”.. Akcja cyklu rozgrywa się w przestrzeni historii alternatywnej, gdzie Polska stała się społeczeństwem wielokulturowym, antyfaszystowskim i kultywującym dziedzictwo żydowskie pod narzuconym w ramach Unii Europejskiej protektoratem niemieckim Arthura Greisera, przeciwko któremu wybucha powstanie połączone z czystką etniczną. Osnową dla opowiadania „Listopad” jest rozporządzenie, które nawiązuje treścią do dekretu szefa SS Heinricha Himmlera wyjmującego spod odpowiedzialności karnej mordowanie Żydów z pobudek patriotycznych. Akt ten wydaje w fikcyjnym świecie opowiadania lider Narodowego Odrodzenia Polski Adam Gmurczyk, a jego przewidzianymi wykonawcami są Polacy. Drugie wydanie tomu, poszerzone, ukazało się nakładem Wydawnictwa 3dom w 2019 z podtytułem Spełnione proroctwo eurokołchozu.

## Poglądy
W 2021 był sygnatariuszem przygotowanego przez Narodowe Odrodzenie Polski (NOP) listu otwartego domagającego się uwolnienia Janusza Walusia, skazanego w RPA za zabójstwo lidera Afrykańskiego Kongresu Narodowego motywowane obroną apartheidu. List określił zabójstwo „polityczną świętą egzekucją” w walce o burskie interesy narodowe przeciwko komunizmowi. Kierowane przez Szczepańskiego stowarzyszenie „Niklot” brało udział w demonstracji na rzecz Walusia m.in. w 2014. W 2017 Szczepański oświadczył, że „demontaż apartheidu był błędem” i że Waluś działał w samoobronie: „Zabijanie komunistów jest czymś dobrym. Jeżeli nie będzie się ich likwidować, komuniści będą likwidować nas”. Wcześniej, w 2000, oświadczył, że jako kapral rezerwy „z przyjemnością dowodziłby plutonem egzekucyjnym
rozstrzeliwującym Urbana i Michnika”.

## Nagrody i odznaczenia
W 2001 roku wyróżniony odznaką „Zasłużony Działacz Kultury”, zaś w 2017 Krzyżem Wolności i Solidarności.

## Publikacje
Wybrane publikacje z okresu po 1989 roku:

### Wydawnictwa zwarte
- Xiądz Marek. Historya szlachecka, nakład własny, Kaczy Dół (Warszawa) 1991 (wyd. II: 1996)
- Międzymorze. Polityka środkowoeuropejska KPN, Wydawnictwo Polskie Konfederacji Polski Niepodległej, Warszawa 1993
- Ruch anarchistyczny na ziemiach polskich zaboru rosyjskiego w dobie rewolucji 1905–1907 roku, „Inny Świat”, Mielec 1999 (wstęp Remigiusz Okraska)
- Bunt (jako Barnim Regalica), Konkwista, Biała Podlaska 1999; wyd. II jako Bunt. Spełnione proroctwo eurokołchozu, 3dom, Częstochowa 2019
- (z Hubertem Dzierzęckim) Robiłem swoją robotę. Rozmowa z mjr. Januszem Brochwicz-Lewińskim „Gryfem”, Strażnik, Warszawa 2006
- Mniejszości narodowe w myśli politycznej opozycji polskiej w latach 1980–1989, Adam Marszałek, Toruń 2008
- (współautor) Niezbędnik narodowca. ABC nowoczesnego nacjonalizmu, red. Konrad Bonisławski i Jakub Siemiątkowski, Capital, Warszawa 2014
- Bakunin w Bautzen, Stowarzyszenie Polsko-Serbołużyckie „Pro Lusatia”, Opole 2017[29]
- (red.) Jerzy Łojek. Historyk niepokorny. Katalog wystawy w Muzeum Katyńskim, Wojskowe Centrum Edukacji Obywatelskiej, Warszawa 2017
- (red.) Zdzisław Peszkowski. Harcerz, żołnierz, duchowny, działacz społeczny. Katalog wystawy w Muzeum Katyńskim, Muzeum Katyńskie, Warszawa 2017
- (z Mariuszem Dymkiem) Zadruga. Słownik biograficzny uczestników ruchu zadrużnego w XX wieku, Trygław, Warszawa 2019[30]
- Ofiary zbrodni katyńskiej, Instytut Pamięci Narodowej, Warszawa 2020[31]
- Funkcjonariusze i pracownicy więziennictwa RP zabici w zbrodni katyńskiej, Centralny Zarząd Służby Więziennej, Warszawa 2024[32]
- Studia z dziejów niechrześcijańskiego nacjonalizmu polskiego, Stowarzyszenie na rzecz Tradycji i Kultury „Niklot”, Warszawa 2025

### Artykuły i eseje
- (z Michałem Łapińskim) Czciciele Polski pogańskiej, „Karta” 1996, nr 19, s. 104–117
- Mniejszości narodowe w myśli politycznej narodowo-demokratycznych (endeckich) ugrupowań opozycyjnych 1980–1989, „Mazowieckie Studia Humanistyczne” 11 (2005), s. 55–85
- Mniejszości narodowe w myśli politycznej opozycji antykomunistycznej nurtu niepodległościowego (piłsudczykowskiego) w latach osiemdziesiątych, „Białoruskie Zeszyty Historyczne” 23 (2005), s. 76–96
- Rodzimowierstwo polskie a życie publiczne po 1989 r. Próba szkicu, „Państwo i Społeczeństwo” 8.4 (2008), s. 79–87
- Wyspecjalizowane inicjatywy opozycji na rzecz Wschodu i problematyki narodowościowej w latach 1981–1989, „Mazowieckie Studia Humanistyczne” 12 (2008), s. 93–110
- Ruch zadrużny i rodzimowierczy w PRL w latach 1956–1989, „Państwo i Społeczeństwo” 9.4 (2009), s. 59–77
- Działalność polityczna Bolesława (Bernarda) Tejkowskiego do roku 1989, [w:] Religia, polityka, naród. Studia nad współczesną myślą polityczną, red. Rafał Łętocha, Kraków 2010, s. 298−324
- (z Rafałem Łętochą, Lucyną Kulińską, Arturem Zawiszą, Ireneuszem Fryszkowskim, Arkadiuszem Mellerem, Wojciechem Wierzejskim i Robertem Winnickim) Epigoni, uzurpatorzy, spadkobiercy, kontynuatorzy. Idea narodowa w Polsce po 1989 roku, „Polityka Narodowa” 6 (2010), s. 11–33
- (z Mateuszem Piskorskim, Krzysztofem Wołodźką i Jarosławem Tomasiewiczem) Z lewicą o lewicy, „Polityka Narodowa” 8 (2011), s. 7–31
- (z Janem Engelgardem i Tomaszem Rolą) Kwestia wschodnia, „Polityka Narodowa” 9 (2011), s. 156–170
- Bolesław Weszczak i grupa „Leśni”. Przyczynek do dziejów antykomunistycznego oporu społecznego w Łodzi, „Państwo i Społeczeństwo” 13.4 (2013), s. 55–65
- Środowisko zwolenników ruchu Zadruga w Łodzi 1938–1949, „Rocznik Łódzki” 63 (2015), s. 197–206